# Volker Reifenberger
Volker Reifenberger (* 5. April 1979 in Salzburg) ist ein österreichischer Notar und Politiker (FPÖ). Seit dem 13. Juni 2018 ist er Abgeordneter zum Nationalrat.

## Leben
Volker Reifenberger wuchs in der Stadt Salzburg und später in Mattsee im Flachgau auf. Er besuchte nach der Volksschule in Leopoldskron-Moos das Privatgymnasium der Herz-Jesu-Missionare in Salzburg und die HBLA Ursprung für alpenländische Landwirtschaft, wo er 1998 maturierte. Anschließend war als er Einjährig-Freiwilliger an der Jägerschule in Saalfelden. 1999 begann er ein Studium der Rechtswissenschaften an der Universität Salzburg, das Studium schloss er 2004 mit einer Diplomarbeit zum Thema Entwicklung der Judikatur bei Schockschäden im österreichischen Schadenersatzrecht als Magister ab. 
Nach dem Gerichtsjahr in Graz und Salzburg war er ab 2005 im Notariat in Oberndorf bei Salzburg tätig. Er legte die Notariatsprüfungen und die Rechtsanwaltsergänzungsprüfung ab und war ab 2009 Notarsubstitut. Seit Juni 2021 ist Reifenberger Notar in Salzburg.
Reifenberger ist seit 1998 Mitglied der Alten Gymnasialverbindung Rugia Salzburg, seit 2001 des Akademischen Corps Frankonia-Brünn zu Salzburg und seit 2004 des Akademischen Corps Teutonia zu Graz.

## Politik
Volker Reifenberger trat mit 16 Jahren dem Ring Freiheitlicher Jugend (RFJ) bei, dessen Salzburger Landesobmann und stellvertretender Bundesobmann er von 1999/2000 bis 2001/02 war. Von 2002 bis 2004 fungierte er als Obmann des Ringes Freiheitlicher Studenten (RFS) in Salzburg. Von 2002 bis 2003 war er Mitglied der FPÖ-Bezirksleitung Flachgau und von 2004 bis 2006 Mitglied der Bezirksparteileitung Salzburg-Stadt. 2015 wurde er Mitglied des Landesparteivorstandes des FPÖ Salzburg und 2016 stellvertretender FPÖ-Landesparteiobmann.
Als Abgeordneter zum österreichischen Nationalrat folgte er am 13. Juni 2018 Marlene Svazek nach, die in den Salzburger Landtag wechselte. In der XXVI. Gesetzgebungsperiode war er Mitglied im Ausschuss für Familie und Jugend, im Sportausschuss, im Tourismusausschuss und im Unterrichtsausschuss.
Bei der Nationalratswahl 2019 kandidierte er als FPÖ-Spitzenkandidat im Landeswahlkreis Salzburg. Beim Wahlkampfauftakt forderte er, die Wehrpflicht wieder von sechs auf acht Monate zu verlängern. Vor Beginn der XXVII. Gesetzgebungsperiode wurde er am 22. Oktober 2019 ins Klubpräsidium des FPÖ-Parlamentsklubs gewählt. Im FPÖ-Parlamentsklub fungiert er in der 27. Gesetzgebungsperiode als Bereichssprecher für Kultur und Unvereinbarkeit. Mit 1. November 2022 folgte er Reinhard Bösch als Wehrsprecher nach. Im Dezember 2022 wurde Reifenberger als Nachfolger von Bösch zum Obmann des Landesverteidigungsausschusses gewählt.
Für die Nationalratswahl 2024 wurde er erneut FPÖ-Spitzenkandidat der Salzburger Landesliste. Ab dem Jänner 2025 nahm Reifenberger als „Chefverhandler“ für die FPÖ an Koalitionsverhandlungen mit der ÖVP teil.